# Mòllera fosca
La mòllera fosca, el capellà, el capellà fosc, la faneca o la mòllera (Trisopterus luscus) és una espècie de peix pertanyent a la família dels gàdids. que habita a l'Atlàntic oriental (des de les illes Britàniques i Skagerrak fins a la costa africana, incloent-hi les illes litorals) i la Mediterrània occidental.

## Morfologia
Pot arribar a fer 46 cm de llargària màxima (normalment, en fa 30). Té el cos ovalat, aplanat lateralment i de color marró clar al dors i grisenc als flancs, el qual esdevé argentat al ventre. Té quatre o cinc grans franges transversals i fosques als flancs i una taca fosca a la vora superior de la base de l'aleta pectoral. Ulls força grossos. Barbeta del mentó ben desenvolupada. Té tres aletes dorsals i dues d'anals. Aletes pelvianes amb radis lleugerament allargats. L'anus està per sota de la meitat de la primera aleta dorsal.

## Ecologia
És un peix d'aigua marina i salabrosa, bentopelàgic, oceanòdrom i de clima temperat (62°N-25°N, 19°W-16°E), el qual viu entre 30 i 100 m de fondària a l'exterior de la plataforma continental, encara que es desplaça a les àrees costaneres per a fresar.
És un peix gregari i els exemplars immadurs formen grans moles.
És inofensiu per als humans i la seua esperança de vida és de quatre anys.
Menja crustacis bentònics i, també, peixets, mol·luscs i poliquets.
És depredat pel rap (Lophius piscatorius) -a Irlanda-, el lluç europeu (Merluccius merluccius) -Portugal-, la lluerna verda (Chelidonichthys gurnardus), la foca comuna (Phoca vitulina), la clavellada (Raja clavata) -la Gran Bretanya- i el dofí mular (Tursiops truncatus) -la Gran Bretanya-.